# Låt rätten flyta fram såsom vatten (Forsberg)
Låt rätten flyta fram såsom vatten är en psaltarpsalm med text från Amos 5:24 (omkävde) och Psaltaren 24 (verser). Musiken är komponerad 1978 av Roland Forsberg.

## Publicerad i
- Psalmer och Sånger 1987 som nummer 755 under rubriken "Psaltarpsalmer och andra sånger ur bibeln".[1]